# Рывкин, Исаак Давидович
Рывкин Исаак Давидович (27 сентября 1914, Минск — 5 мая 1977, Кривой Рог, Днепропетровская область) — советский горный инженер. Доктор технических наук (1967), профессор (1973).

## Биография
Родился 27 сентября 1914 года в Минске.
В 1941 году окончил Московский горный институт, после чего работал на производстве в системе Минчермета СССР.
С 1942 года работал в Научно-исследовательском горнорудном институте (Кривой Рог): с 1958 года — заведующий отделом горного давления.
В 1944—1945 годах — участник восстановления шахт Кривбасса.
Умер 5 мая 1977 года в городе Кривой Рог Днепропетровской области.

## Научная деятельность
Специалист в области горной механики. Автор 100 научных работ. Подготовил 10 кандидатов технических наук.
Изучал проблемы подземной добычи руд, заложил её научные основы. Впервые в СССР инициировал использование звукометрического (микросейсмического) метода оценки устойчивости горного массива и опасности его внезапного самообрушения. Основатель метода расчётных функциональных характеристик, применяемый для определения допустимых размеров отслоений и целиков в горнодобывающих регионах.

### Научные труды
- Звукометрический метод наблюдения проявлений горного давления. Москва, 1956 (в соавторстве);
- Особенности обрушения пород висячего бока рудных залежей Криворожского бассейна // Горный журнал. 1959. № 4;
- Зона влияния очистных работ в мощных крутопадающих пластообразных рудных залежах // Горный журнал. 1970. № 8 (в соавторстве);
- Причины и пути устранения массовых проявлений горного давления у лежачего бока залежи // Горный журнал. 1971. № 7 (в соавторстве);
- Новые возможности звукометрического метода наблюдения проявлений горного давления // Горный журнал. 1977. № 10 (в соавторстве).